# Хондурас
Република Хондурас (на испански: República de Honduras, Репу̀блика де Онду̀рас, букв. „дълбини“) е държава в Централна Америка. На запад граничи с Гватемала и Ел Салвадор, на юг с Никарагуа и Тихия океан, а на север с Хондураския залив и Карибско море. Страната е членка на групата на най-бедните страни в света.
Хондурас е страната с най-много убийства на човек от населението в света с 82,1 убийства на 100 000 души през 2011 г.

## История

### Предколумбова епоха
На територията на Хондурас е съществувала високоразвита култура на маите. Своя разцвет те преживяват между 150 – 900 години в района на град Копан, в западната част на страната. Освен астрономията и математиката, те имат и силно развита живопис, литература и музика. В град Копан се намира и пирамидата с най-много запазена по нея информация в Америка – над 2500 йероглифа. Маите са били и сръчни занаятчии с високоразвито земеделие.
Царството, наречено Ксукпи, започва постепенно да запада от началото на IX век.

### Колониална история
По времето, когато испанците пристигат в Хондурас, градът вече е изчезнал и напълно погълнат от джунглата. По тази причина конкистадорите се сблъскват не с цивилизацията на маите, а с народа ленка, който вече владеел тези земи.
На 30 юли 1502 г. Христофор Колумб стъпва на хондураския бряг по време на своето четвърто и последно пътуване до Америка. Две десетилетия по-късно започва покоряването на Хондурас по заповед на Ернан Кортес. За край на завладяването традиционно се смята 1537 г., когато ленка са окончателно разгромени, а вождът им Лемпира (който по-късно дава името на националната валута) е убит. От тази година Хондурас става част от Кралство Гватемала, което от своя страна е част от Вицекралство Нова Испания (днешно Мексико).

### XIX век
Хондурас обявява своята независимост от Кралство Испания на 28 септември 1821 г. На следващата година се обявява създаването на Федерална Централноамериканска Република, част от която става и Хондурас, заедно още с Гватемала, Ел Салвадор, Никарагуа и Коста Рика. Хондурас излиза от тази федерация окончателно през октомври 1838 г. и става независима държава.
Следващите десетилетия от века са белязани от постоянни военни конфликти със съседните страни, както и чести граждански войни (в периода между 1845 – 1876 в Хондурас избухват 12 граждански войни). В края на XIX век западни компании започват да инвестират в страната – британските, главно във финансовия сектор, а американските – в големи бананови плантации, както и в железопътния транспорт.

### XX век
В първите десетилетия на века американските компании United Fruit Company и Cuyamel Fruit Company бързо превръщат бананите в основен експортен продукт на страната. По този начин Хондурас за първи път излиза на световната търговска сцена. През 1924 г. страната е най-големият износител на банани в света и заедно с Гватемала и Коста Рика стават известни като „бананови републики“. През 1929 г. Юнайтед фрут къмпани поглъща своят съперник и става най-големият частен собственик в държавата (днес компанията е известна с търговското си име Chiquita).
Сливането на банановите компании, които всъщност определят политиката на държавата, води до идването на власт на Тибурсио Карисиас Андино през 1933 г. През неговото управление Хондурас се стабилизира икономически, но за сметка на ограничаване на гражданските свободи и редица репресии, чрез които Карисиас успява да продължи мандата си чак до 1949 г.
През 1954 г. в банановите плантации избухват масови стачки, в резултат на което на United Fruit Company се налага да удовлетвори исканията на работниците, а на власт идва либералът Рамон Вийеда Моралес. Неговото правителство успява да национализира част от железопътната мрежа на страната, да приеме кодекс на труда и няколко закона за аграрна и образователна реформа. Политиката на Моралес обаче не се харесва на консерваторите, които използвайки избухването на кубинската революция, предизвикват военен преврат през 1963 г. Начело на държавата застава полковник Освалдо Лопес Ареляно, а Хондурас навлиза в дълъг период на военна диктатура. Този период от историята на страната се характеризира със силна емиграция (над 300 000 хондурасци напускат страната), висока безработица и отслабване и на без това крехката икономика. Футболната война със Салвадор от 1969 г. е кулминацията на това слабо управление.
Страната се връща към гражданско управление през 1982 г. с приемането на новата конституция.

## Държавно устройство
Държавен глава на Хондурас е президент, който е избиран на четири години и е държавен глава и ръководител на правителството. Законодателната власт е в ръцете на парламент, съставен от 128 депутати, избирани за четири години.

## Административно деление
Хондурас е разделен на 18 департамента: Атлантида, Вале, Чолутека, Ислас де ла Баия, Колон, Комаягуа, Копан, Кортес, Ел Параисо, Франсиско Морасан, Грасиас а Диос, Интибука, Ла Пас, Лемпира, Оланчо, Окотепеке, Санта Барбара, Йоро.

### Градове
- Тегусигалпа (столица), Сан Педро Сула (втори по-големина град, също така и индустриален център), Ла Сейба и др.

## Природа
Около 70% от територията на Хондурас е планинска. От централните възвишения няколко речни долини се простират на северозапад към крайбрежието, където равнините по протежение на карибската суша продължават на изток.
По-ниските долини са разработени, а горите са изместени от банановите плантации. Откъм Тихия океан се намира късо крайбрежие в залива Фонсека. Съседните низини се използват за отглеждане на памук. Тропическата гора на североизток осигурява убежище за огромно разнообразие от диви животни.

## Стопанство
Икономиката на Хондурас продължава да расте (7% годишен ръст през последните няколко години), но въпреки това повече от 50% от населението живее под прага на бедността. Безработицата е 28% (1,2 милиона души).
Традиционно съществуват два типа икономика. Планинските централни части на страната са изостанали и инертни в икономическо отношение; основните дейности тук са дърводобивът и развъждането на едър рогат добитък под формата на големи ферми от колониален тип. По карибското крайбрежие американските бананови компании са създали собствени анклави с добре развита шосейна и железопътна мрежа и най-модерни машини и оборудване в плантациите.
От средата на 70-те години на XX век дефицитът във външната търговия на Хондурас постоянно расте. За 2002 г. например износът е за 1,3 милиарда $, докато вносът е за 2,7 милиарда. Бананите и кафето са основни експортни продукти (близо 50% от целия износ), морските продукти (омари и скариди) заемат третото място.
Своята роля в икономиката на страната оказва и туризмът. Секторът се развива предимно на карибския остров Роатан, който е основна туристическа дестинация и спирка на круиз корабите в Карибско море. Основни инвеститори и собственици на хотелските комплекси на острова са няколко италиански компании.

## Население
Населението на Хондурас през 2006 г. е 8 326 496 души, от които 90% са метиси. Почти 100% от населението са християни. Официалният език е испанският.

## Други
- Комуникации в Хондурас
- Транспорт в Хондурас
- Армия на Хондурас
- Външна политика на Хондурас